# Fábio da Silva (Leichtathlet)

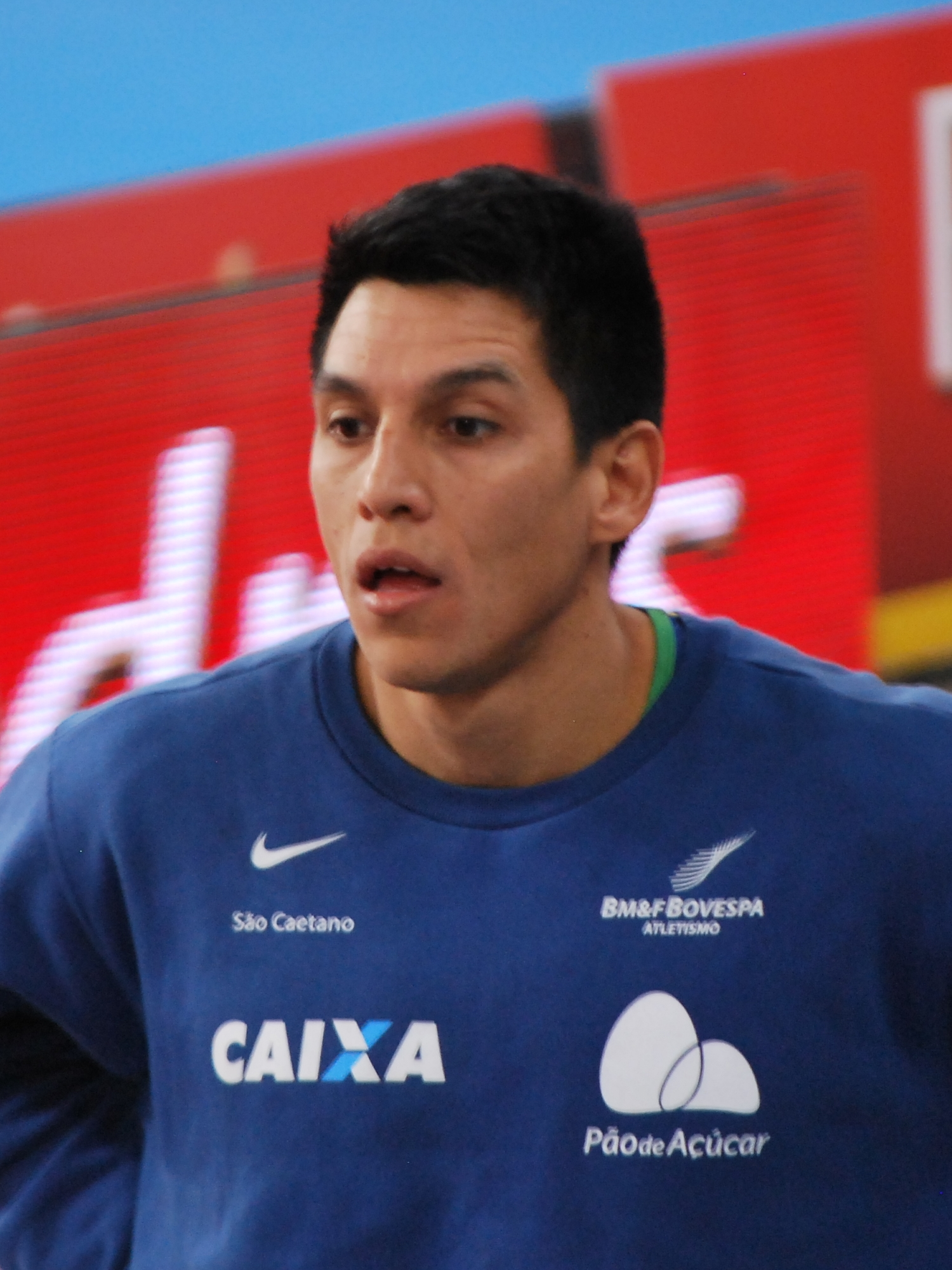
Fábio Gomes da Silva

Fábio da Silva (Fábio Gomes da Silva; * 4. August 1983 in Campinas) ist ein brasilianischer Stabhochspringer.
2007 siegte er bei den Panamerikanischen Spielen in Rio de Janeiro und wurde Zehnter bei den Weltmeisterschaften in Osaka. Bei den Olympischen Spielen 2008 in Peking schied er in der Vorrunde aus, und bei den Weltmeisterschaften 2009 in Berlin blieb er in der Vorrunde ohne gültigen Versuch.
2011 wurde er Achter bei den Weltmeisterschaften in Daegu und Fünfter bei den Panamerikanischen Spielen in Guadalajara. Bei den Olympischen Spielen 2012 in London gelang ihm in der Qualifikation kein gültiger Versuch.

## Persönliche Bestleistungen
- Stabhochsprung: 5,80 m, 26. Februar 2011, São Caetano do Sul (ehemaliger Südamerikarekord)
  - Halle: 5,70 m, 23. Februar 2013, São Caetano do Sul (ehemaliger Südamerikarekord)